# سدير (محافظة يدمة)
سدير هو مركزٌ سعوديٌ تابعٌ لمحافظة يدمة التابعة لمنطقة نجران، في المملكة العربية السعودية. المركز من الفئة (ب)، ورمزه 2411 حسب دليل الترميز الموحد للمناطق الإدارية بالمملكة العربية السعودية.

## الموقع
تقع سدير إلى الشمال من مركز محافظة يدمة، وتبعد عنها ما يقارب 25 كيلومترًا تقريبًا، ويحدها من الشرق الصحاري الرملية الممتدة نحو الربع الخالي، ومن الغرب سلسلة من الهضاب الصخرية، ومن الجنوب مركز يدمة، ومن الشمال قرى متفرقة تابعة لمحافظة تثليث.
تتمتع سدير بمناخ صحراوي قاري؛ حار جاف صيفًا، بارد نسبيًا شتاءً. ويُعد موقعها من الممرات البرية التي كانت تُستخدم قديمًا بين نجران ومنطقة نجد.

## التاريخ
يُعتقد أن منطقة سدير مأهولة منذ قرون طويلة، وكانت جزءًا من المسارات التاريخية التي تمر عبر صحراء الربع الخالي باتجاه وسط الجزيرة العربية. وقد ارتبطت قبائل المنطقة بها، خاصة قبائل يام ومذحج، وكانت تمارس الزراعة والرعي كنشاط رئيسي.
شهدت سدير نموًا بطيئًا لكنه مستمر، خاصة بعد مشاريع التنمية الريفية التي أُطلقت في المنطقة منذ السبعينيات الميلادية. وقد ساهمت في تطورها شبكة الطرق الترابية المُحدثة، بالإضافة إلى مشاريع المياه والكهرباء التي غطّت أجزاءً من القرية.

## الأنشطة الاقتصادية
يعتمد سكان سدير على الزراعة التقليدية، حيث تُزرع النخيل وبعض الحبوب الموسمية، إلى جانب تربية المواشي. وقد بدأت بعض الأنشطة التجارية الصغيرة في الظهور مع توسع خدمات الاتصالات والنقل.

## الخدمات والبنية التحتية
توجد في سدير مدرسة ابتدائية ومسجد جامع وعدد من المحلات الصغيرة. كما ترتبط بشبكة طرق معبدة جزئيًا تربطها بمركز محافظة يدمة. الخدمات الصحية محدودة وتعتمد على المراكز المجاورة.

## السكان
يبلغ عدد سكان سدير نحو 1,200 نسمة (حسب تقديرات غير رسمية لعام 2020)، معظمهم من القبائل المحلية، ويُعرف عنهم التمسك بالعادات والتقاليد العربية الأصيلة.